# De Telescoop (schilderij)
De Telescoop (Frans: Le Télescope)is een schilderij uit 1963 van de Belgische schilder René Magritte.
Het schilderij toont een raam, met daarachter een wolkenlucht. Van het gedeelde raam is de rechterzijde half geopend, en achter deze opening zien we een volledig zwarte achtergrond.